# Площа Єдності Італії
П'яцца Юніта д'Італія — головна площа Трієста, розташована біля підніжжя пагорба Сан-Джусто, між Борго-Терезіано і Борго-Джузеппіно.
Прямокутна у плані, на загальній площі 12 280 м², з одного боку виходить на Трієстську затоку й оточена численними палацами та громадськими будівлями, штаб-квартирами різних органів: ратуша Трієста, обласний уряд. Будівля Фріулі Венеція Джулія та префектура столиці.

## Історія
У давнину вона називалася Пьяцца Сан П’єтро, від назви тамтешньої маленької церкви, потім у 1863 році вона змінила назву на П’яцца Гранде. За австрійського періоду назву було змінено на площу Франческо Джузеппе від імені імператора Франца Йосипа Австрійського. Він отримав назву Piazza Unità в 1918 році, коли місто було приєднано до Італії. У 1955 році, коли місто повернулося до Італії з ліквідацією Вільної території Трієста, воно отримало свою нинішню назву, або Piazza dell'Unità d'Italia.
Протягом століть площа неодноразово перебудовувалася. Нинішній вигляд утворений повною реструктуризацією, яка включала його в період 2001-2005 років, коли всі будівлі підлягали реставрації; асфальтове покриття було знято та замінено на блоки пісковика, подібні до традиційних «масегні», якими колись вимощали площу; перед головним входом ратуші розмістили фонтан Чотирьох Континентів, повернувши його на початкове місце, а на березі моря встановили систему освітлення з блакитними світлодіодами, які покликані нагадувати закопану древню мандрагору протягом століть.
Перед початком ремонтних робіт на площі тодішня міська рада вирішила використати простір, намалювавши на ньому велику картину. На малюнку зображено Європу і Трієст, вставлені в східні аркові двері, на яких зображені сонце, що сходить, місяць і жовті зірки на синьому фоні, що нагадує прапор Об’єднаної Європи.
Символічне зображення вказувало на жіночу фігуру, озброєну списом у формі алебарди, яка їздила верхи на бику, прямуючи до моря. Робота художника Бруно Черсікла, дизайн означав бажання міста бути головним героєм Європейської спільноти. Картина площею понад дев'ять тисяч квадратних метрів занесена в Книгу рекордів Гіннеса.
У 2001 році на тротуар площі додали блакитні вогні, щоб підкреслити зв'язок з морем.

## Архітектура
Будинки з видом на площу:
- палац австрійських лейтенантів (1905 р. — архітектор Еміль Артманн), нині резиденція префектури, з характерними мозаїками, на яких нині зображено герб савойського будинку та типові персонажі. Ці мозаїки замінили оригінальні, що зображали австро-угорський імперський герб та членів імператорського дому після приєднання території Трієста до Італії.
- Палац Стратті (1839 - архітектор Антоніо Буттаццоні), де також знаходиться Caffè degli Specchi. На вершині будівлі скульптурна група зображує Трієст з алегоріями удачі та прогресу. Короткий прохід між префектурою і палацом Стратті веде до оперного театру «Джузеппе Верді» та до галереї Тергестео.
- Модельний будинок (1871 - архітектор Джузеппе Бруні); прохід між будівлею моделі та ратушею веде до площі Пьяцца делла Борса
- Ратуша з особливою архітектурою (1875 - архітектор Джузеппе Бруні); на муніципальній вежі два бронзові автомати лунають у такт години. Продовжуючи з боку ратуші, ви дійдете до археологічних розкопок римського театру
- палац Піттері (1780 - архітектор Ульдеріко Моро); це найстаріша будівля на площі Юніта
- Гранд-готель Duchi d'Aosta (1873 - інженер Еудженіо Гейрінгер та архітектор Джованні Рігетті);
- будівля судноплавної компанії Lloyd Austriaco di Navigazione, нині місцезнаходження автономного регіону Фріулі Венеція Джулія (1884 - архітектор Генріх фон Ферстель)

Перед ратушею знаходиться монументальний фонтан чотирьох континентів, побудований між 1751 і 1754 роками скульптором з Бергамо Джованні Баттістою Маццолені, а праворуч від фонтану, перед Палаццо Піттері, знаходиться колона Карла VI Габсбурга. увінчаний статуєю государя.
Нарешті, з боку моря є два флагштоки, подаровані в 1932 році водіями Першої світової війни, де здійснюються урочисті підняття та скидання прапора.

### Ратуша

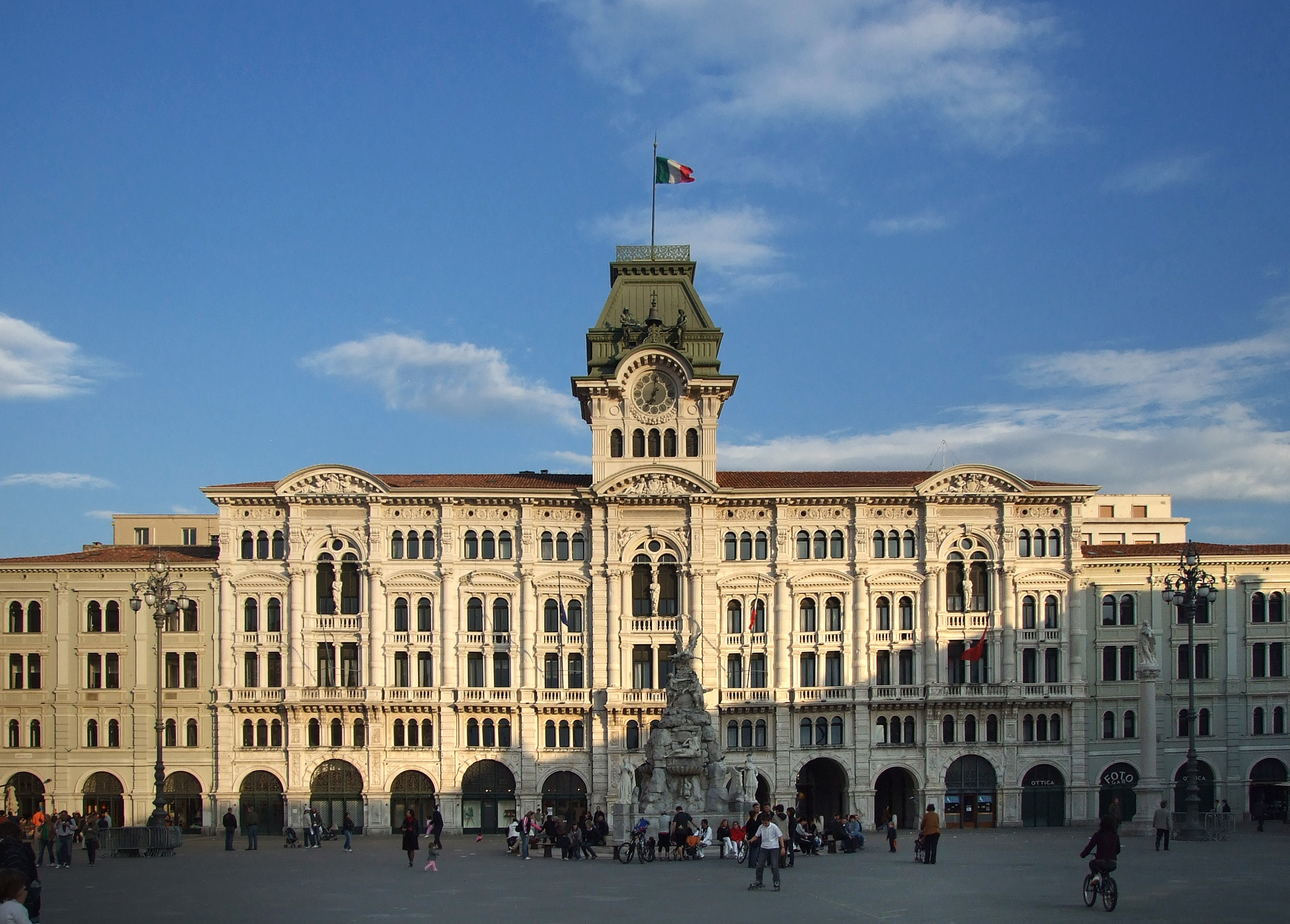
Ратуша. Робота арх. Джузеппе Бруні

Одразу після рішення про поховання старої мандрагори (1858-1863) площа зазнала тотального перепланування. Тоді переважала ідея простору, повністю відкритого для моря, оточеного будівлями і з ратушею, розміщеною як передня база, з подальшим знесенням стін і будівель, які потім закривали площу з боку моря. На місці, призначеному для початку Палаццо Комунале, було кілька будинків, лоджія та кілька будівель.
У 1875 р. трієстський архітектор Джузеппе Бруні виграв тендер на проект нової будівлі. Нова будівля складалася з єдиного монументального корпусу, увінчаного в центральній частині вежею. Бруні вклав у цій роботі всю свою майстерність, щоб пригадати різні архітектурні форми, поєднуючи монументальність і велич, жодним чином не порушуючи гармонії з іншими вже побудованими будівлями.
У ратуші домінує дзвіниця, на якій встановлені два маври, названі жителями Трієста Міхезе і Якезе, також розроблена Бруні, які з 1876 року відзначають хід часу кожну чверть год., а також громадянський дзвін з алебардою міста.

### Фонтан чотирьох континентів

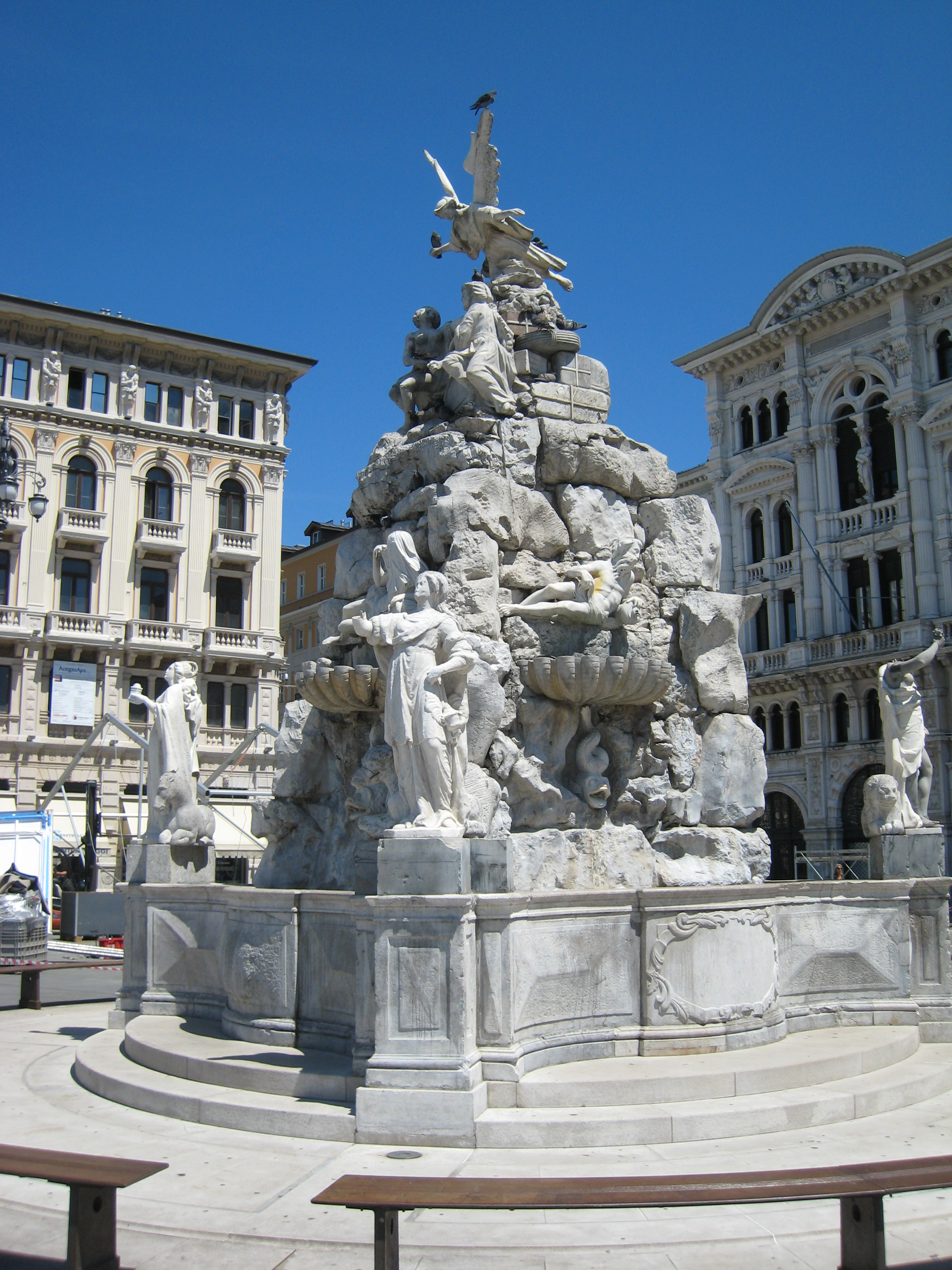
Фонтан Джованні Баттіста Маццолені з Бергамо

Світ представлений чотирма алегоричними статуями, які нагадують про риси людей, які жили на відомих тоді континентах.
Вода хлинула з чотирьох алегоричних фігур річок, завжди вказуючи на материки. На зображенні Нілу прикрите обличчя, фактично джерела на той час були невідомі.
На вершині фонтану стоїть крилата жіноча фігура з розпростертими обіймами, що представляє Трієст. Лежачи на скелях Карсту, статуя оточена посилками, тюками бавовни та мотузками. Як символічний образ міста, яке вітало торговців з усього світу і, більшою мірою, зі східного регіону.
У 1938 році, з нагоди візиту Беніто Муссоліні до Трієста, фонтан був знятий, щоб звільнити площу, і зберігався в саду лапідарії. На площу її перенесли лише в 1970 році, у положенні трохи збоку (на захід) порівняно з нинішнім. 10 жовтня 2000 року в рамках реконструкції всієї площі фонтан повернули в центр, поставивши його на одну лінію з ратушею.
Нещодавно фонтан піддався актам вандалізму, які пошкодили його конструкцію. З чотирьох статуй, які оточують його, лише Європа була врятована від цих руйнувань. 15 травня 2008 року вночі невідомий обезголовив голову статуї, що представляє Африку, залишивши її просто на решті тіла. У жовтні 2015 року серед білого дня 65-річний житель Трієста, вже відомий поліції та міському відділу психічного здоров’я, піднявся на вершину Фонтану і, викрикуючи роз’єднані фрази, залізною трубою зруйнував крило. а права рука ангела розміщена на вершині джерела.

## Статуя Карла VI

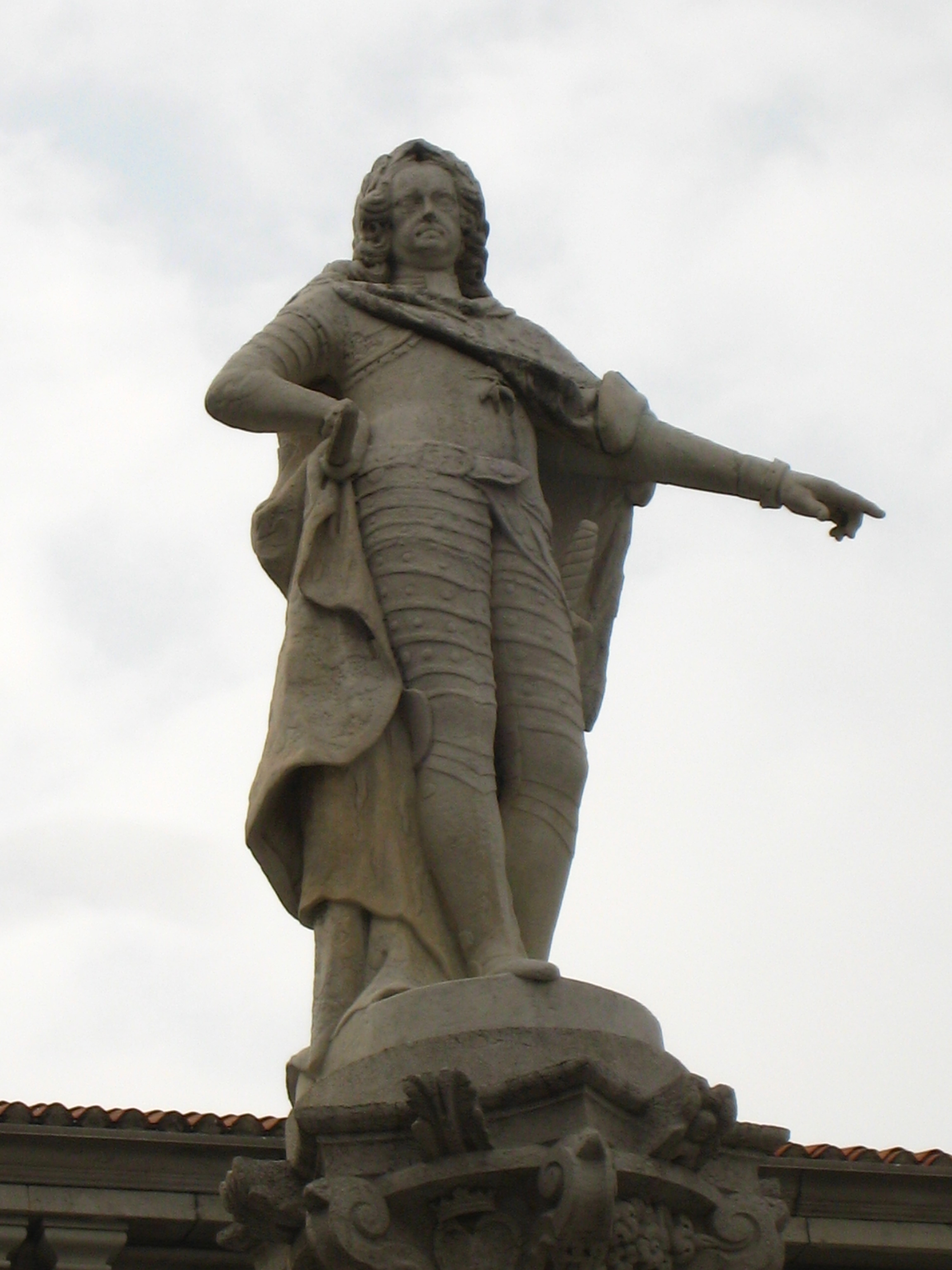
Статуя Карла VI роботи венеційця Лоренцо Фанолі

За кілька метрів праворуч від фонтану чотирьох континентів білокам’яна колона підтримує статую імператора. Це колона Карла VI Габсбурга.
Серед усіх змін, свідками яких була площа протягом століть, цей елемент присутній і незмінний з 1728 року, коли було вирішено встановити статую з нагоди візиту імператора до Трієста.
Син Леопольда I Австрійського і батько Марії Терезії Австрійської, Карл VI заснував вільний порт у Трієсті в 1719 році, що дало значний поштовх для торгівлі та розвитку міста.
Статуя зображує стоячого імператора, який дивиться на центр старого міста і вказує на море, з відкритим ним портом. Враховуючи поспіх у зв’язку з неминучим візитом, статуя була тимчасово дерев’яна та позолочена, а потім у 1756 році замінена на теперішню кам’яну.

## Примітка
1. ↑  Google Planimeter
2. ↑  http://www.retecivica.trieste.it/triestecultura/new/news_libero.asp?pagina=vis_articolo.asp&link=508&tipo=articoli_eventi&ids=13

## Пов'язані елементи
- Трієст

## Інші проєкти
- Wikimedia Commons contiene immagini o altri file su piazza Unità d'Italia